# 老爸回家
《老爸回家》是2013年拍摄的中国家庭情感电视连续剧，2014年在江西卫视播出。由斗琪导演，杨紫、张一山、刘威等主演。

## 剧情
该剧讲述父亲带着后妻的女儿回到前妻家中引发的一系列故事。

## 演员表
| 角色   | 演员   | 角色间关系                         |
| ------ | ------ | ---------------------------------- |
| 林然然 | 杨紫   | 大女儿                             |
| 高贺   | 张一山 | 大女儿的男朋友                     |
| 霍起   | 刘威   | 老爸                               |
| 林珊   | 吴冕   | 母亲                               |
| 林母   | 彭玉   | 林珊的母亲                         |
| 霍聪   | 张子枫 | 霍起和孔妮的养女                   |
| 甘欣   | 巩小榕 | 林璜老婆                           |
| 林璜   | 田雨   | 林珊弟弟                           |
| 肖言   | 庹宗华 | 林珊男友                           |
| 陈默   | 雷汉   | 喜欢林然然也与她有过一段感情的编辑 |
| 保姆   | 钟雨桐 | 林家的长期保姆                     |
| 李瑶   | 徐婷   | 林然然闺蜜                         |
| 于厂长 | 原宁   | 嫁祸霍启的服饰公司的厂长           |
| 于妻   | 尚丽芬 | 于厂长的妻子                       |
| 胖大海 | 柏智杰 | 高贺的朋友                         |
| 吴总   | 宗平   | 林珊老板（友情出演）               |
| 贺佳   | 刘熙阳 | 高贺的好朋友                       |

## 片尾曲
- 《幸福花》
  - 演唱：周艳泓
  - 作词：周艳泓
  - 作曲：方辉
  - 编曲：孟军

## 相关报道
- 《老爸回家》江西热播 刘威指点恋爱兵法   网易娱乐
- 《老爸回家》杨紫忆童星经历 称童年应快乐第一  网易娱乐 （页面存档备份，存于）
- 《老爸回家》杨紫婚纱照 网友感叹：时间去哪了  腾讯娱乐 （页面存档备份，存于）